# Zaczepka
Zaczepka (lit. Užtilčiai) – wieś na Litwie, w rejonie wileńskim, 6 km na północ od Kowalczuków, zamieszkana przez 3 osoby. 0,7 km na wschód przebiega granica litewsko-białoruska.

## Historia
W dwudziestoleciu międzywojennym leżała w Polsce, w województwie wileńskim, w powiecie wileńsko-trockim, w gminie Szumsk.
Po II wojnie światowej w granicach Związku Sowieckiego. Od 1991 na niepodległej Litwie.